# Albergen
Albergen (Nedersaksisch: Albearge, Albeargn, Twents: Albearg) is een Nederlands dorp in de Overijsselse gemeente Tubbergen. Albergen telt 3.595 inwoners (per 1 januari 2023). Het dorp is zeven kilometer ten oosten van Almelo gelegen aan de N349.

## Geografie
Albergen ligt te midden van de Twentse natuur. Karakteristieke houtwallen en glooiende esgronden bepalen het beeld aan met name de noordkant van het dorp, terwijl het kanaal Almelo-Nordhorn aan de zuidkant het dorp begrenst.

## Geschiedenis
Het dorp staat al sinds de 15e eeuw in de geschiedenisboeken vermeld, dankzij het Sint-Antoniusklooster. Dit klooster heeft op de plek gestaan van de huidige St. Pancratiuskerk. Johannes van Lochem, prior van dit klooster, schreef er tussen 1520 en 1525 zijn kroniek, die in 1995 in een Nederlandse vertaling werd uitgebracht. Deze belangrijke periode in de geschiedenis van Albergen is terug te vinden in de huidige straatnamen.
Tevens stond in Albergen de havezate Weemselo.

## Cultuur

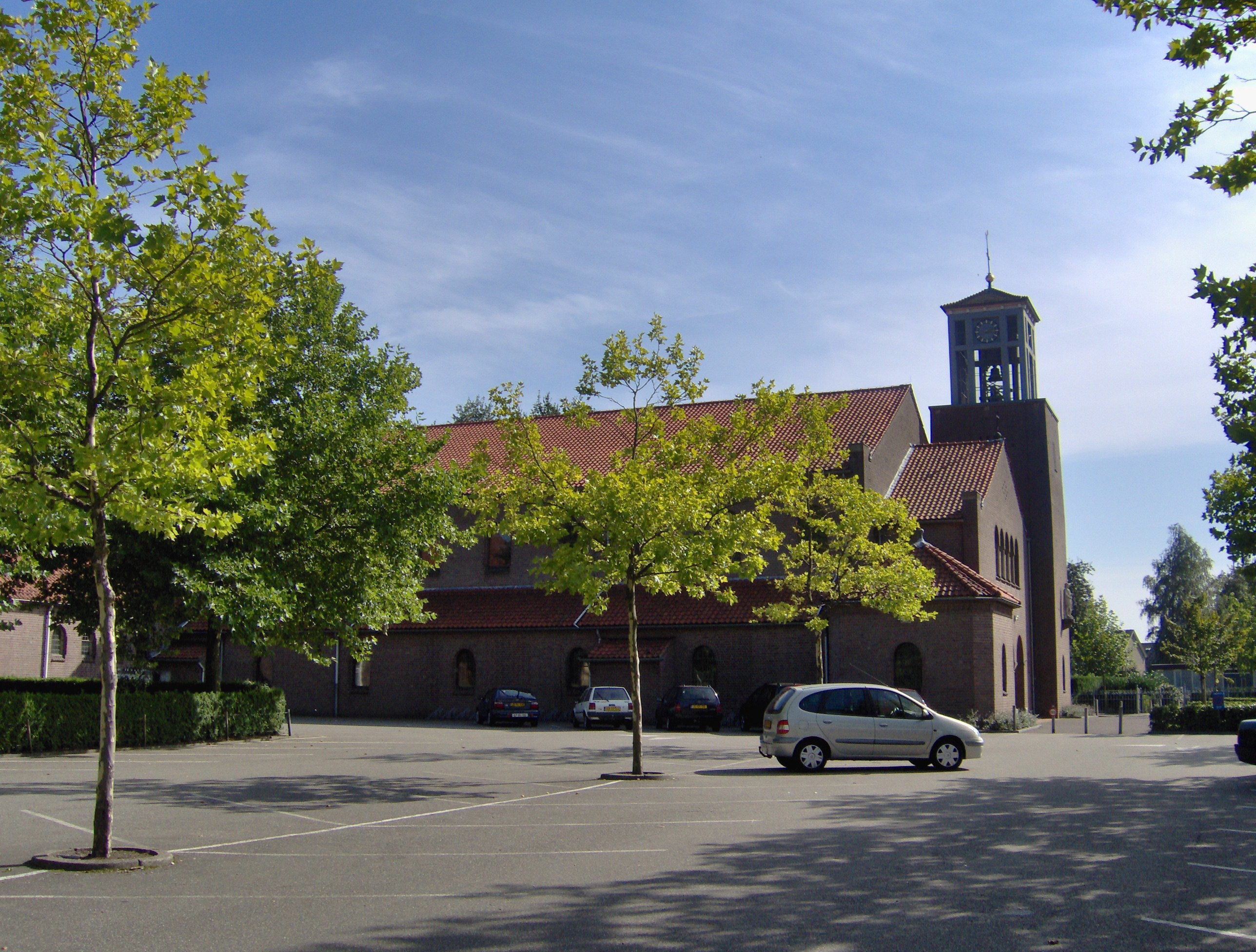
De St. Pancratiuskerk in Albergen

In het dorp zijn een school, de R.K. Basisschool Kadoes, genoemd naar het Albergse woord voor kemphaan, die vroeger op deze locatie voorkwam en een rooms-katholieke parochiekerk, de St. Pancratiuskerk, gelegen. Het dorp kent een rijk verenigingsleven, waarbij met name carnavalsvereniging De Alberger Bökke en de in 1932 opgerichte rooms-katholieke hand- en voetbalvereniging RKSV De Tukkers een relatief groot ledenbestand kennen.
Albergen heeft jaarlijks een primeur met de eerste grote carnavalsoptocht van Twente met aansluitend een groot carnavals(tent)feest. Jaarlijks komen duizenden bezoekers uit de hele regio op de optocht en het carnavalsfeest af dat worden georganiseerd door Carnavalsvereniging De Alberge Bökke en Jongeren Carnavalsvereniging De Bokk'n Hörnkes. Met Pinksteren worden er traditionele volksfeesten gehouden waar tal van landelijk bekende artiesten elk jaar op het podium staan. 
Naast de volksfeesten staat het dorp bekend om de vele andere evenementen. Het betreft hier onder andere de evenementen Paaspop Albergen, de 24-uurs Solexrit Albergen en de KDD Mid-Summerparty. Paaspop Albergen is een tentfeest dat elk jaar op Eerste Paasdag wordt georganiseerd door de plaatselijke jeugdcarnavalsvereniging. De 24-uurs Solexrit Albergen vindt elk jaar in het tweede weekend van september plaats. Tijdens die rit rijden teams vierentwintig uur lang in en om Albergen. De KDD Mid-Summerparty is een tentfeest dat elk jaar in het eerste weekend van september plaatsvindt.

## Geboren
- Berny Boxem-Lenferink (1948-2023), atlete
- Olga Assink (1978), handbalster
- Thijs Kemperink (1982), cabaretier
- Moniek Tenniglo (1988), wielrenster
- Bent Viscaal (1999), autocoureur